# Moravičany
Moravičany är en ort i Tjeckien.   Den ligger i regionen Olomouc, i den östra delen av landet, 190 km öster om huvudstaden Prag. Moravičany ligger 249 meter över havet och antalet invånare är 1 184.
Terrängen runt Moravičany är platt åt nordost, men åt sydväst är den kuperad. Runt Moravičany är det ganska tätbefolkat, med 172 invånare per kvadratkilometer. Närmaste större samhälle är Mohelnice, 3,7 km nordväst om Moravičany. Trakten runt Moravičany består till största delen av jordbruksmark.